# Epsilon Arietis
Désignations
ε Ari A : HR 888, HD 18520, SAO 75673

Epsilon Arietis (ε Ari / ε Arietis) est une étoile binaire de la constellation zodiacale du Bélier. Elle est visible à l'œil nu et sa magnitude apparente combinée est de 4,63. Elle est localisée derrière le nuage sombre MBM12. Le système présente une parallaxe annuelle de 9,81 mas telle que mesurée par le satellite Hipparcos, ce qui permet d'en déduire qu'il est distant de ∼ 330 a.l. (∼ 101 pc) de la Terre, avec une marge d'erreur de 30 al.

## Propriétés
Epsilon Arietis est une binaire visuelle, dont les deux composantes sont proches et ne sont séparables qu'avec un télescope. Son étoile la plus brillante, désignée Epsilon Arietis A, brille à une magnitude apparente de 5,2 tandis que l'étoile secondaire, Epsilon Arietis B, est de magnitude 5,5. Cette dernière était, en date de 2020, localisée à une distance angulaire de 1,4 seconde d'arc et à un angle de position de 210° de son compagnon. Leur orbite a été déterminée avec une période de 1 216 ans et une excentricité de 0,32.
Toutes les deux sont des étoiles blanches de la séquence principale de types spectraux A2 Vs ; la lettre « s » de leur suffixe indique que les raies d'absorption de leur spectre sont distinctement fines. Dans le Catalogue of Ap, HgMn and Am stars de 2009, les deux étoiles ont une classification de A3 Ti, ce qui signifie que ce sont des étoiles Ap qui ont une surabondance marquée en titane. En prenant en compte les marges d'erreur, leurs vitesses de rotation projetées sont jugées identiques, à 60 km/s.

## Nomenclature et histoire
ε Arietis, latinisé Epsilon Arietis, est la désignation de Bayer de l'étoile. Elle porte également la désignation de Flamsteed de 48 Arietis.

### Du ciel des Arabes aux catalogues internationaux

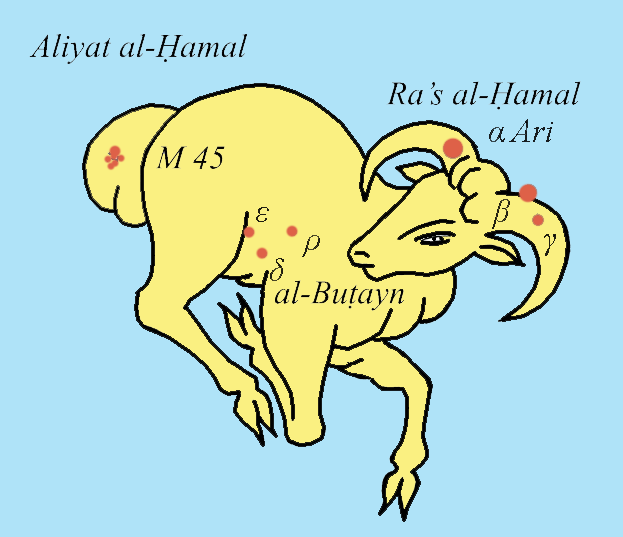
La figure de الحمل al-Ḥamal, « l'Agneau », dans le ciel arabe traditionnel.

Al Butain III est le nom porté par ε Ari dans certains catalogues contemporains. C’est l'arabe بطين buţain, diminutif de بطن baţn « ventre », qui existe dans les calendriers arabes traditionnels et s’applique au groupe ε, ρ et ζ Ari dans la figure arabe de الحمل « l’Agneau ». Ce n'est pas la figure du Bélier gréco-arabe, qui est adopté par les astronomes avec la traduction de la Μαθηματική σύνταξις de Claude Ptolémée, et qui porte le même nom, mais la figure de UDU = Immeru, « l’Agneau mâle » venu de Mésopotamie par la voie aranéenne tel qu’il figure dans le calendrier arabe traditionnel des Manāzil al-qamar (voir la constellation du Bélier). Ce nom s'explique par le fait que la figure de الحمل al-ḥamal, littéralement « l'Agneau mâle de moins d'un an », est plus grand que celui que nous connaissons par les Grecs, puisque les Pléiades sont situées sur sa « Queue » (arabe الألية al-Aliya),. Relevé dans la transcription ’Al-Buţain’ à partir des textes arabes, notamment le traité de ᶜAbd al-Raḥmān al-Ṣūfī (964), par Richard Hinckley Allen (1899), il est repris comme nom par Jack W. Rhoads (1971) pour les étoiles du groupe π, ρ, ε et ζ Ari, numérotées dans l’ordre de I à IV et passe ainsi sur la toile. 

### En Chine

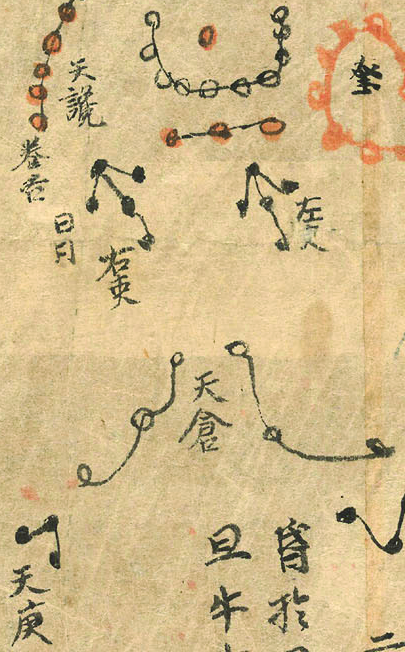
La constellation (星官 xīng guān) de 天阴 Tiān yīn sur la carte de Dunhuang (ca. 649-684). Comme celles du石星经 Shí shì xīng jīn, « le Canon astral de Maître Shí », elles y sont indiquées en blanc.

天阴一 Tiān yīn yī est probablement, dans l’astronomie chinoise antique, la 1re des 5 étoiles (星xīng), qui correspond à ε Ari, dans la constellation (星官 xīng guān) de 天阴 Tiān yīn, « le Yin céleste », qui est à peu près le groupe ε, ζ, τ, δ et 65 Ari dans 巫咸氏 Wu Xian shì, « le Canon Wū xián (av. Le IIIe s. de notre ère) et indiquées en blanc en blanc sur la Carte de Dunhuang (ca. 649-684). 